# Tragedia w Boscombe Valley
Tragedia w Boscombe Valley (ang. The Boscombe Valley Mystery) – opowiadanie sir Arthura Conana Doyle’a z serii o przygodach Sherlocka Holmesa i jego przyjaciela, doktora Watsona (inny tytuł: „Tragedia w Dolinie Boscombe”). Opublikowane po raz pierwszy w The Strand Magazine w październiku 1891, z 10 rysunkami Sidneya Pageta, następnie w zbiorze Przygody Sherlocka Holmesa w 1892. 

## Fabuła
Doktor Watson otrzymuje list od Sherlocka Holmesa, który prosi go, by przybył on do Boscombe Valley w sprawie niecierpiącej zwłoki. Watson, namówiony przez żonę, by nie porzucał przyjaciela w nieszczęściu, jedzie do przyjaciela, który czeka już na niego na dworcu. Obaj jadą pociągiem. Podczas podróży Holmes opowiada przyjacielowi o tym wydarzeniu. Otóż został zamordowany pan McCarthy, Australijczyk i właściciel małego folwarku, który dzierżawił od innego Australijczyka - pana Turnera. Podejrzenie pada na jego syna, Jamesa McCarthy, który przybył w dzień morderstwa zupełnie niespodziewanie, spotkał ojca, a nawet pokłócił się z nim. Podczas aresztowania James nie był wcale zaskoczony tym, że jest oskarżony - powiedział, że sobie na to zasłużył. Na procesie powiedział, że ojciec przed śmiercią wypowiedział słowo „szczur” (po angielsku „a rat”), lecz nie wie, co to miało znaczyć. James również był gotowy przysiąc, że widział jakiś płaszcz obok ciała ojca, ale gdy na chwilę się odwrócił do ojca i spojrzał za siebie jeszcze raz, płaszcza już nie było. Do tego James nie chce powiedzieć przed sądem, czego dotyczyła jego kłótnia z ojcem. Sprawę prowadzi inspektor Lestrade, przyjaciel Holmesa i Watsona. Razem przesłuchują pannę Alice Turner, córkę pana Turnera. Panna Alice prosi, żeby Holmes ocalił Jamesa. Wyjaśnia, że kłótnia dotyczyła jej. Pan McCarthy chciał, by James poślubił Alice, chłopak jednak odmówił, gdyż nie chciał się jeszcze wiązać na całe życie. Alice nie ukrywa, że kocha Jamesa, mówi również, że jej ojciec tego związku nie popierał. Holmes odwiedza w celi McCarthy’ego. Dowiaduje się, że James również kocha Alice, ale nie mógł prosić ją o rękę, bo kiedy był młodym studentem, zawarł po pijanemu cywilny ślub z kobietą starszą od siebie, która nie zgadzała się na rozwód. Dopiero teraz James dowiedział się, że kobieta ta była już w chwili ślubu mężatką, więc ich związek jest nieważny. James nie wie jednak, kto zabił jego ojca. Holmes i Watson rozmawiają o tej całej sprawie, potem wraz z inspektorem jadą na miejsce zbrodni. Holmes bada ślady i znajduje narzędzie zbrodni - płaski kamień. Wie, że zabójcą jest kulawy mańkut z tępym scyzorykiem, który obserwował całą rozmowę ojca z synem, a kiedy James odszedł, zabójca podszedł do swej ofiary i zabił ją. Lestrade wyśmiewa pomysł, by szukać po wsi kulawego mańkuta. Holmes i Watson rozmawiają w hotelu. Holmes wyjaśnia, że słowo „szczur” - a właściwie „arat”, było częścią słowa „Ballarat”, co jest nazwą kopalni złota w Australii, gdzie dorobił się majątku pan Turner. Wkrótce przychodzi wezwany przez Holmesa sam pan Turner - to on jest mordercą. Holmes mówi mu, że trzeba ratować Jamesa. Pan Turner przyznaje, że ma cukrzycę i pożyje już niedługo, więc wszystko mu jedno. Jamesa zaś bardzo lubi i dawno by go ocalił, gdyby nie to, że wstydzi się przed swą córką przyznać do morderstwa. Watson spisuje zeznania pana Turnera - okazuje się, że pracował on kiedyś w kopalni złota Ballarat, ale nie powodziło mu się, więc on i jego koledzy zostali rabusiami, napadając na konwoje. Pewnego razu napadli na konwój, w którym był pan McCarthy. Był bezbronny i Turner puścił go wolno. Zdobyte wtedy złoto Turner i jego kompani zabrali do Anglii, gdzie zaczęli żyć jak bogacze. Turner zmienił się i postanowił żyć już uczciwie. Niestety, dopadł go McCarthy, który zaczął go szantażować i żądał pieniędzy w zamian za przemilczenie jego kryminalnej przeszłości. Turner spełniał wszystkie jego żądania, prócz jednego - by James poślubił Alice. Turner nie miał nic do chłopaka, ale bał się, że jego córka wpadnie w sidła McCarthy’ego. W dzień morderstwa podsłuchał rozmowę Jamesa z ojcem - wściekł się, że McCarthy chce wyswatać Jamesa i Alice, nie pytając nawet jego córki ani jego o zgodę. Wściekł się tak mocno, że kiedy James odszedł, wziął kamień i zabił McCarthy’ego. Uciekając zgubił jednak płaszcz, na szczęście zabrał go, kiedy James nie patrzył. Turner podpisuje swoje zeznania i odchodzi ze spokojnym sumieniem. Holmes postanawia ich użyć tylko w ostateczności. Okazuje się to jednak nie być konieczne - Holmes podważył dowody i Jamesa uniewinniono. James ożenił się z Alice i byli szczęśliwi. Pan Turner żył jeszcze siedem miesięcy, ale w końcu umarł i wreszcie zaznał spokój.
Ekranizacje:
- 1968 w serialu BBC (Holmes - Peter Cushing)[1]
- 1991 w serialu Granada TV (Holmes - Jeremy Brett)[2]